# Ludgershall (Buckinghamshire)
Pour les articles homonymes, voir Ludgershall.
Ludgershall est un village et une paroisse civile du Buckinghamshire, en Angleterre. Il est situé dans l'ouest du comté, près de la frontière avec l'Oxfordshire, à une dizaine de kilomètres au sud-est de la ville de Bicester. Au recensement de 2011, il comptait 409 habitants.

## Étymologie
Le village est attesté sous le nom de Lotegarser dans le Domesday Book, compilé en 1086. Un document de 1164 donne la forme Lutegareshale.

## Personnalités liées
- Le réformateur John Wyclif est vicaire de Ludgershall de 1368 à 1374.